# Mesothen ignea
Mesothen ignea är en fjärilsart som beskrevs av Druce 1898. Mesothen ignea ingår i släktet Mesothen och familjen björnspinnare. Inga underarter finns listade i Catalogue of Life.